# Saadanius hijazensis
Saadanius hijazensis je vyhynulý druh vyšších primátů z období oligocénu. Zatím je znám pouze jeden druh, Saadanius hijazensis, identifikovaný podle jediného nálezu obličejové části lebky z doby před 29 – 28 miliony let. Nález byl zachycen v roce 2009 v západní části Saúdské Arábie, blízko Mekky. Paleontolog Iyad Zalmout jej objevil zcela náhodou při pátrání po fosiliích velryb a dinosaurů.
Vzhledem k nedostatku kosterního materiálu jsou mnohé závěry dosud předběžné. Lze předpokládat, že se jednalo o primáta, pohybujícího se po všech čtyřech v korunách stromů, podobně jako příbuzné druhy. Byl ale v porovnání s ostatními soudobými primáty značně velký, mohl mít i 15 - 20 kg, přibližně jako dnešní giboni (např. siamang).

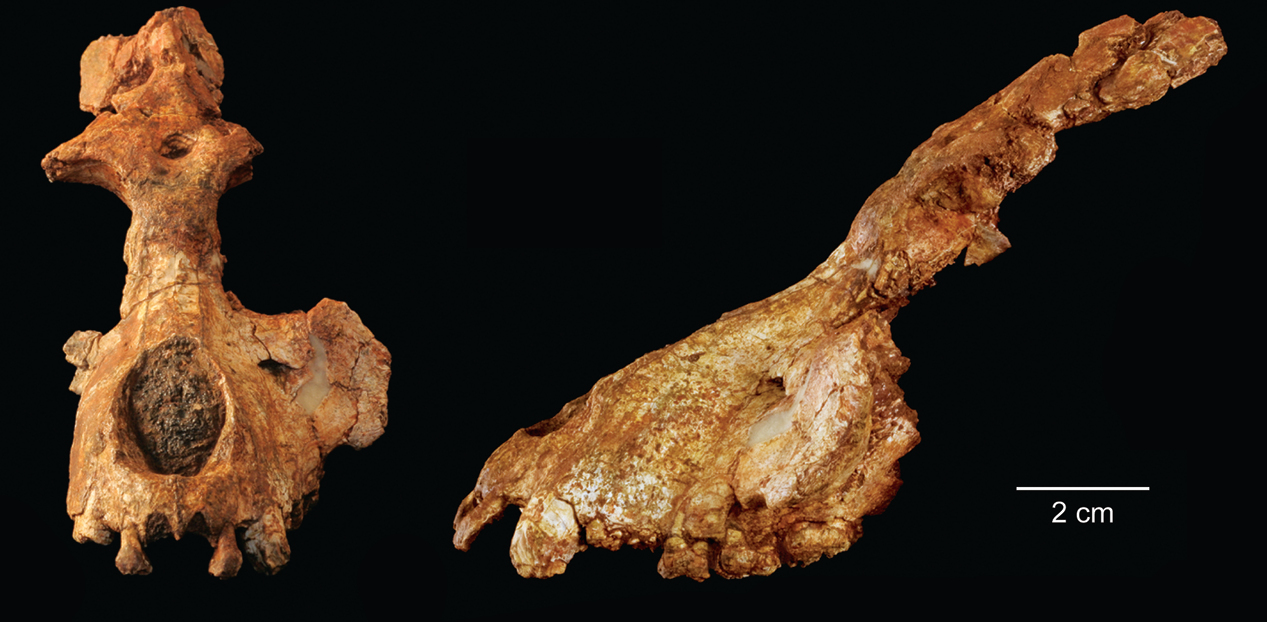
Lebka primáta Saadanijus hijazensis

Na nalezené lebce lze pozorovat zajímavou směs primitivních a pokročilých znaků. Podle všeho patřil Saadanius mezi úzkonosé a stál velmi blízko oddělení nadčeledi Hominoidea, tedy velmi blízko posledního společného předka kočkodanovitých a lidoopů. Poslednímu společnému předku všech úzkonosých je mnohem blíže než Aegyptopithecus, který žil o něco dříve v okolí Fajjúmu v Egyptě. Saadanius postrádal dutiny, typické pro současné úzkonosé, ale zároveň měl na rozdíl od Aegyptopitheka plně vytvořenou bubínkovou kost (os ectotympanicum). Právě to jej staví velmi blízko k moderním úzkonosým opicím a lidoopům. Další nálezy tohoto druhu by mohly významně přispět ke znalostem o evoluci úzkonosých opic i nadčeledi Hominoidea.